# Chitala chitala
Chitala chitala (Syn.: Notopterus chitala) ist ein Süßwasserfisch aus der Familie der Altwelt-Messerfische (Notopteridae). Er kommt auf dem Indischen Subkontinent im Indus, Ganges, Brahmaputra und Mahanadi vor. Im Irrawaddy, Saluen und anderen birmanischen Flüssen fehlt er. Berichte über Vorkommen in Thailand und Indochina beruhen auf Verwechslungen mit Chitala ornata, solche aus Malaysia und Indonesien auf Verwechslungen mit Chitala lopis.

## Merkmale
Chitala chitala wird maximal 80 cm lang. Wie bei allen Messerfischen bildet die lange, mit der Schwanzflosse zusammengewachsene Afterflosse das Hauptantriebsorgan. Die Flosse besitzt 117 bis 127 Flossenstrahlen. Die Rückenflosse wird von neun bis zehn Flossenstrahlen gestützt. Mehr als 200 Schuppen verlaufen entlang der Körperseiten in einer mittleren Längsreihe. Von Notopterus lässt sich Chitala chitala durch das konkave Kopfprofil und die höhere und im Alter sehr plumpe Körperform unterscheiden. Außerdem sind bei Chitala chitala noch winzige Bauchflossen vorhanden. Ein weiterer Unterschied sind die Schuppen auf dem Kiemendeckel, die bei Chitala gleich groß wie die Körperschuppen sind, während sie bei Notopterus deutlich größer sind. Im Unterschied zu C. ornata hat Chitala chitala niemals Augenflecke, im Unterschied zu C. blanci und C. lopis fehlen die schwarzen Flecken an der Brustflossenbasis. Jungfische sind schokoladenbraun, halbwüchsige samtartig schwarzbraun und adulte Fische silbrig mit getüpfelten unpaaren Flossen. Sowohl Jung- als auch ausgewachsene Exemplare von Chitala chitala können golden oder silbrig schimmernde Streifen auf der Körperoberseite besitzen.

## Lebensweise
Chitala chitala lebt in Flüssen, Kanälen, Seen und Teichen im Flachland. Er ernährt sich von Insekten, Weich- und Krebstieren und kleineren Fischen. Die Fische laichen ein Mal im Jahr zwischen Mai und August. Die Weibchen legen ihre Eier in der Regel auf versunkene Holzstücke. Das Gelege wird vom Männchen bewacht, gegen Laichräuber beschützt und mit Wasser befächelt.

## Nutzung und Gefährdung
Chitala chitala wird in seiner Heimat als Speisefisch genutzt. Die IUCN stuft die Art als potenziell gefährdet (Near Threatened) ein.